# Belgrade (Maine)
Belgrade ist eine Town im Kennebec County des Bundesstaats Maine in den Vereinigten Staaten. Im Jahr 2020 lebten dort 3250 Einwohner in 2267 Haushalten auf einer Fläche von 150,05 km2.

## Geografie
Nach dem United States Census Bureau hat Belgrade eine Gesamtfläche von 150,04 km², von denen 111,99 km² Land sind und 38,05 km² aus Gewässern bestehen.

### Geografische Lage
Belgrade liegt zentral im Norden des Kennebec Countys, an der Grenze zum Somerset County. Die vier großen Belgrade Lakes liegen im Norden der Town. Im Nordwesten der Long  Pond, im Norden der Great Pond, im Nordosten der Ellis Pond und im Osten der Messalonskee Lake. Alle Seen sind miteinander verbunden und werden über den Kennebec River entwässert. Die Oberfläche ist leicht hügelig, höchste Erhebung ist der im Norden zwischen dem Great Pond und Ellis Pond gelegene 214 m hohe Howland Hill.

### Nachbargemeinden
Alle Entfernungen sind als Luftlinien zwischen den offiziellen Koordinaten der Orte aus der Volkszählung 2010 angegeben.
- Norden: Smithfield, Somerset County, 6,2 km
- Nordosten: Oakland, 11,1 km
- Osten: Sidney, 9,7 km
- Süden: Manchester, 7,4 km
- Westen: Mount Vernon, 22,6 km
- Nordwesten: Rome, 6,4 km

### Stadtgliederung
In Belgrade gibt es mehrere Siedlungsgebiete: Belgrade, Belgrade Lakes, Lakeside (ehemaliger Standort eines Postamtes), Messalonskee (ehemalige Eisenbahnstation) und North Belgrade.

### Klima
Die mittlere Durchschnittstemperatur in Belgrade liegt zwischen −7,2 °C (19° Fahrenheit) im Januar und 20,6 °C (69° Fahrenheit) im Juli. Damit ist der Ort gegenüber dem langjährigen Mittel der USA um etwa 6 Grad kühler. Die Schneefälle zwischen Oktober und Mai liegen mit bis zu zweieinhalb Metern mehr als doppelt so hoch wie die mittlere Schneehöhe in den USA; die tägliche Sonnenscheindauer liegt am unteren Rand des Wertespektrums der USA.

## Geschichte
Die Besiedlung in Belgrade startete 1774.
Belgrade wurde am 3. Februar 1796 als Town organisiert. Der Name geht auf die serbische Stadt Belgrad zurück, welche John V. Davis, ein Bewohner des Gebiets, 1774 bereist hatte. Die Town Belgrade gehörte zuvor zur Washington Plantation. Andere Namen waren Prescott’s oder Snow’s Plantation. Einer der frühen Siedler war Peaslee Morrill, Vater von Anson P. Morrill und Lot M. Morrill, beide Politiker in verschiedenen Ämtern und Gouverneure von Maine. Frühe Geschäftszentren waren die Siedlungen Belgrade und North Belgrade im Osten der Town mit einer Eisenbahnstation der Maine Central Railroad, dem Postamt und Belgrade Mills im Nordwesten.
Im Jahr 1798 bekam Belgrad Gebiete von Sidney hinzu und in den Jahren 1834 und 1839 Gebiete der ehemaligen Town Dearborn. 1846 wurde Land an Mount Vernon abgegeben und in den Jahren 1845 und 1897 Teile von Rome  hinzugenommen.

### Einwohnerentwicklung
| Volkszählungsergebnisse – Town of Belgrade, Maine | Volkszählungsergebnisse – Town of Belgrade, Maine | Volkszählungsergebnisse – Town of Belgrade, Maine | Volkszählungsergebnisse – Town of Belgrade, Maine | Volkszählungsergebnisse – Town of Belgrade, Maine | Volkszählungsergebnisse – Town of Belgrade, Maine | Volkszählungsergebnisse – Town of Belgrade, Maine | Volkszählungsergebnisse – Town of Belgrade, Maine | Volkszählungsergebnisse – Town of Belgrade, Maine | Volkszählungsergebnisse – Town of Belgrade, Maine | Volkszählungsergebnisse – Town of Belgrade, Maine |
| Jahr                                              | 1800                                              | 1810                                              | 1820                                              | 1830                                              | 1840                                              | 1850                                              | 1860                                              | 1870                                              | 1880                                              | 1890                                              |
| ------------------------------------------------- | ------------------------------------------------- | ------------------------------------------------- | ------------------------------------------------- | ------------------------------------------------- | ------------------------------------------------- | ------------------------------------------------- | ------------------------------------------------- | ------------------------------------------------- | ------------------------------------------------- | ------------------------------------------------- |
| Einwohner                                         | 295                                               | 996                                               | 1121                                              | 1375                                              | 1748                                              | 1722                                              | 1592                                              | 1485                                              | 1321                                              | 1090                                              |
| Jahr                                              | 1900                                              | 1910                                              | 1920                                              | 1930                                              | 1940                                              | 1950                                              | 1960                                              | 1970                                              | 1980                                              | 1990                                              |
| Einwohner                                         | 1058                                              | 1037                                              | 957                                               | 978                                               | 1046                                              | 1099                                              | 1102                                              | 1302                                              | 2043                                              | 2375                                              |
| Jahr                                              | 2000                                              | 2010                                              | 2020                                              | 2030                                              | 2040                                              | 2050                                              | 2060                                              | 2070                                              | 2080                                              | 2090                                              |
| Einwohner                                         | 2978                                              | 3189                                              | 3250                                              |                                                   |                                                   |                                                   |                                                   |                                                   |                                                   |                                                   |

## Kultur und Sehenswürdigkeiten

### Bauwerke
In Belgrade wurden mehrere Gebäude unter Denkmalschutz gestellt und ins National Register of Historic Places aufgenommen.
- Chandler Store 1985 unter der Register-Nr. 85001263[11]
- Foster Farm Barn 2015 unter der Register-Nr. 15000768[12]
- The Birches 1996 unter der Register-Nr. 96001036[13]

## Wirtschaft und Infrastruktur

### Verkehr
Die Maine State Route 27 verläuft von Nordwesten nach Südosten durch Belgrade und verbindet Belgrade im Süden mit Augusta. Die Maine State Route 135 zweigt in südwestlicher Richtung ab und die Maine State Route 8 in nordöstlicher Richtung. Von ihr zweigt die Maine State Route 11 in östlicher Richtung ab.

### Öffentliche Einrichtungen
Es gibt keine medizinischen Einrichtungen oder Krankenhäuser in Belgrade. Die nächstgelegenen befinden sich in Waterville und Augusta.
In Belgrade befindet sich die Belgrade Public Library in der Depot Road in Belgrade.

### Bildung
Belgrade gehört mit China, Rome, Oakland und Sidney zum Messalonskee School District.
Im Schulbezirk werden folgende Schulen angeboten:
- Belgrade Central in Belgrade, mit Schulklassen von Pre-Kindergarten bis zum 5. Schuljahr
- China Primary in China, mit Schulklassen von Pre-Kindergarten bis zum 4. Schuljahr
- China Middle in China, mit Schulklassen vom 5. bis zum 8. Schuljahr
- James H. Bean in Sidney, mit Schulklassen von Pre-Kindergarten bis zum 5. Schuljahr
- Atwood Primary in Oakland, mit Schulklassen von Kindergarten bis zum 2. Schuljahr
- Williams Elementary in Oakland, mit Schulklassen vom 3. bis zum 5. Schuljahr
- Messalonskee Middle in Oakland
- Messalonskee High in Oakland

## Persönlichkeiten

### Söhne und Töchter der Stadt
- Anson Morrill (1803–1887), Gouverneur von Maine
- Lot M. Morrill (1813–1883), Gouverneur von Maine und Finanzminister der Vereinigten Staaten.